# Elisha Otis
Elisha Graves Otis (ur. 3 sierpnia 1811 w Halifaksie w stanie Vermont, zm. 8 kwietnia 1861 w Yonkers) – amerykański konstruktor pierwszego sprawnie funkcjonującego dźwigu osobowego zabezpieczonego przed skutkami zerwania się liny.
Swój wynalazek zaprezentował na Wystawie Światowej w 1853 r., w tym roku sprzedał także swoje pierwsze bezpieczne dźwigi. Gdy system unoszenia dźwigu zawodził, kabina automatycznie zatrzymywała się, zanim osiągnęła dno szybu (podszybie).
Pierwszy dźwig osobowy Otisa zainstalowany został w domu handlowym E.V. Houghwota w Nowym Jorku, napędzany był maszyną parową.
W 1867 jego synowie Charles i Norton założyli w Yonkers w stanie Nowy Jork firmę Otis Brothers and Company (obecnie Otis Elevator Company), która zajęła się wytwarzaniem dźwigów osobowych, tak że w 1873 w Ameryce działało już w różnych budynkach 2000 dźwigów Otisa. Obecnie firma ta wchodzi w skład United Technologies Corporation i do dziś jest największym producentem dźwigów osobowych na świecie.
Wynalazek Otisa zachęcił ludzi do korzystania z dźwigów osobowych, co znacząco przyczyniło się do budowy wielopiętrowych wieżowców.
Syn Elishy, Charles Otis, zbudował wyłącznik bezpieczeństwa umożliwiający zatrzymanie dźwigu osobowego niezależnie od prędkości.